# Cribrinopsis crassa
Cribrinopsis crassa is een zeeanemonensoort uit de familie Actiniidae.
Cribrinopsis crassa is voor het eerst wetenschappelijk beschreven door Andrès in 1881.
1. ↑  (en) Cribrinopsis crassa op de IUCN Red List of Threatened Species.